# وائل ناصر المبارك
المهندس وائل ناصر المبارك ، مهندس بحريني ، وزير شؤون البلديات والزراعة منذ 13 يونيو 2022 وكان سابقاً وزيراً لشؤون الكهرباء والماء خلال الفترة 5 أكتوبر 2019 حتى 13 يونيو 2022.

## عن حياته
حصل على شهادة البكالوريوس في الهندسة المعمارية من جامعة البحرين وحصل على شهادة الماجستير في إدارة نظم المعلومات من جامعة سندرلاند بالمملكة المتحدة 
في 28 يوليو 2010 صدر قراراً بتعينه مديراً لإدارة التخطيط وشؤون المجالس البلدية لوزارة شؤون البلديات والزراعة. 
وفي 9 يوليو 2014 صدر مرسوماً بتعينه أميناً عاماً لهيئة التخطيط والتطوير العمراني 
وفي 8 مايو 2018 صدر مرسوماً بتعينه وكيلاً مساعداً للخدمات البلديات المشتركة بوزارة الأشغال وشؤون البلديات والتخطيط العمراني 
وفي 5 أكتوبر 2019 صدر مرسوماً بتعينه وزيراً لشؤون الكهرباء والماء وشغل المنصب حتى 13 يونيو 2022 
وفي 27 أبريل 2021 صدر مرسوماً بتعينه رئيساً لمجلس أمناء كلية البحرين التقنية 
وفي 13 يونيو 2022  صدر مرسوماً بتعديل وزاري حيث عُين وزيراً لشؤون البلديات والزراعة وكما تم تجديد تعينه في نفس المنصب في مرسوم تشكيل الحكومة الذي صدر في 21 نوفمبر 2022 

## أوسمة وجوائز حصل عليها
حصل على وسام الكفاءة من الدرجة الأولى من قبل الملك حمد بن عيسى آل خليفة ملك مملكة البحرين
في سنة 2016 حصل على جائزة الشرق الأوسط الثالثة عشر لتميز الشخصيات التنفيذية الشباب في القطاع الحكومي